# Pouillat

Pouillat este o comună în departamentul Ain din estul Franței.